# Boissel
Boissel je priimek več oseb:
- Joseph-Jean-Louis Boissel, francoski general
- François Boissel, francoski filozof